# Živáňská pečeně
Živáňská pečeně či „Živánska“ (ze zastaralého „živáň“ – zbojník) je tradiční pokrm slovenské kuchyně. Jde o jídlo založené na vepřovém mase, ať už vepřovém řízku, krkovici, roštěnci, kýtě či kotletě, které se pečou nebo grilují v alobalu, spolu s brambory, cibulí, klobásou a  slovenskou slaninou. Varianta, kdy se jednotlivé suroviny napíchnou na jehlu se nazývá živáňská jehla. Do základní směsi, vkládané do alobalu, se mohou přidávat další suroviny, například různé druhy zeleniny, zejména paprika, čímž vznikají nové, většinou pikantnější variace. To se týká i koření a marinád.